# Xinxiang (Kreis)
Der Kreis Xinxiang (chinesisch 新乡县, Pinyin Xīnxiāng Xiàn) gehört zum Verwaltungsgebiet der bezirksfreien Stadt Xinxiang in der chinesischen Provinz Henan. Er hat eine Fläche von 385 km² und zählt 347.900 Einwohner (Stand: Ende 2018).

## Administrative Gliederung
Auf Gemeindeebene setzt sich der Kreis aus sechs Großgemeinden und einer Gemeinde zusammen. 